# راموس (تگزاس)
راموس (به انگلیسی: Ramos) یک منطقهٔ مسکونی در ایالات متحده آمریکا است که در تگزاس واقع شده‌است. راموس ۱۱۶ نفر جمعیت دارد.